# 朱圓
朱圓（14世紀—15世紀），字孟規，號屏山，浙江金華府金華縣人，明朝政治人物。

## 生平
朱圓是宋朝尚書右僕射朱勝非的後裔，父親朱宿遷贈驃騎將軍,徙居金華城西隅；永樂六年（1408年）他中舉人，授敘州通判，敘州經過戰亂後饑荒，知府未奉詔不敢擅自開倉賑災，他說：「人民待哺，應該防備不測，請求身任其咎。」左諭德楊士奇聽聞後很是器重他，薦授為禮部主事、郎中，曾反對尚書呂震提出封禪，又力陳讓人民養種馬的弊端。
永樂十二年（1414年）明成祖北巡，太子朱高熾監國，越王朱高燧陰謀易儲誣告太子，朱圓說：「東宮聖德，六部皆知。」提及唐朝李泌上表《摘瓜辭》的故事，成祖覺悟後了解實情；陞任湖廣道監察御史，十七年（1419年）夏天受命監運官兼考察體恤民情，到十九年（1421年）四月三殿火災，成祖下詔陳述過失，他提出遷都不利人民被議罪，尚書夏原吉為他求情，降任廣西興安知縣，不久辭官回鄉，六十三歲去世。

## 引用
1. 1 2  光緒《金華縣志·卷九·志人物第四》：朱圓，字孟規，號屏山，宋右僕射勝非後，父宿遷，贈驃騎將軍，始徙居邑之城西隅。圓永樂六年舉人，授敘州判官，敘經兵燹後無年，郡守未奉檄不敢擅發倉，圓曰：「待哺嗷嗷，宜防不測，請身任其咎。」左諭德楊士奇聞而器之，薦授禮部主事、郎中；周納請封禪，尚書呂震力贊之，圓疏謂：「唐虞三代，經書未載，瀛秦始創，其說不經。」帝嘉納。時令五丁養一種馬，間歲納一駒，圓陳其弊，謂：「古有國馬以行軍，公馬以稱賦，未聞牧馬以取息也。馬性多疾，孳息靡常，恐良民盡為債戶矣，勿納。」朝士多韙之。十二年帝北巡，太子監國，趙王高燧謀易儲，譖太子甚急，圓曰：「東宮聖德，合部共知。」因進李泌摘瓜辭，帝悟後得其情；擢湖廣道監察御史，十七年夏命為監運官，兼考察恤民隱，作士風、表先墓、剖沈獄，復命日帝詢以歲，對曰：「國之歲無恙，民歲不登。」時運糧過制紅朽陳陳，圓故以諷，尋諭減之。十九年四月三殿災，詔陳闕失，圓以遷都紛更利國便民事，與諸科道交章，奏上命閣部大臣議，諸臣謂：「北京雄都，規模久定，奚容妄議？」圓曰：「揚州之域，水聚江河，虎踞南北，高皇帝營定，誰謂非雄？」大臣欲加以罪，尚書夏原吉婉解之，堵興安知縣尋歸，卒年六十三。 舊志